# Sukhwinder Singh
Sukhwinder Singh (sinh ngày 11 tháng 5 năm 1983 là một cầu thủ bóng đá người Ấn Độ hiện tại thi đấu cho Real Kashmir ở vị trí thủ môn.

## Sự nghiệp

### Air India
Singh có màn ra mắt cho Air India F.C. ngày 20 tháng 9 năm 2012 tại trận đấu trong Cúp Liên đoàn trước Mohammedan trên Sân vận động Kanchenjunga ở Siliguri, West Bengal nơi anh được đá chính; Air India thất bại 0–1.

### Mohammedan
Singh ra mắt cho Mohammedan ở I-League ngày 10 tháng 10 năm 2013 trước Bengaluru tại Sân vận động Bóng đá Bangalore và thi đấu cả trận; Mohammedan thất bại 2–1.

## Thống kê sự nghiệp

### Câu lạc bộ
Số liệu chính xác tính đến ngày 27 tháng 10 năm 2013
| Câu lạc bộ          | Mùa giải            | Giải vô địch | Giải vô địch | Cúp Liên đoàn | Cúp Liên đoàn | Cúp Durand | Cúp Durand | AFC     | AFC | Tổng    | Tổng |
| Câu lạc bộ          | Mùa giải            | Số trận      | CS           | Số trận       | CS            | Số trận    | CS         | Số trận | CS  | Số trận | CS   |
| ------------------- | ------------------- | ------------ | ------------ | ------------- | ------------- | ---------- | ---------- | ------- | --- | ------- | ---- |
| Air India           | 2012–13             | 15           | 1            | 3             | 1             | 0          | 0          | —       | —   | 18      | 2    |
| 2013-14             | 1                   | 0            | 0            | 0             | 0             | 0          | -          | -       | 1   | 0       |      |
| Tổng cộng sự nghiệp | Tổng cộng sự nghiệp | 16           | 1            | 3             | 1             | 0          | 0          | 0       | 0   | 19      | 2    |

## Honours
Real Kashmir
- I-League 2nd Division (1): 2017-18